# T4-es busz (Budapest)
A budapesti T4-es (gyors T4-es) jelzésű autóbusz a Móricz Zsigmond körtér (Karinthy Frigyes út) és Diósd, Csapágygyár között közlekedett az 1980-as években, tavasztól őszig, a diósdi telektulajdonosokat kiszolgáló gyorsjáratként. A járat hét évet ért meg, majd 1989-ben, kihasználatlanság miatt megszüntették.

## Története
Az 1980-as években a Budapesti Közlekedési Vállalat még elég jó anyagi körülmények között gazdálkodhatott, így a menetrendi járatok mellett speciális igényeket kielégítő járatok indítására is vállalkozott. Ezek kapcsán merült fel az a javaslat, hogy indítson a társaság a budai agglomerációba idényjellegű, gyors buszjáratokat, úgynevezett telkesjáratokat is, a hétvégiház-tulajdonosok kiszolgálására. A T4-es a négy ilyen új buszjárat egyike volt, amely a három másikkal (T1, T2, T3) együtt 1982. március 20-án indult el, akkor még Budafoki tér (Varga Jenő tér) és Diósd, Csapággyár között. A belső végállomást 1984. március 3-án áthelyezték a Móricz Zsigmond körtérre.
A járat a többi telkesjárattal egyezően csak hétvégi napokon közlekedett tavasztól őszig, átlagosan húsz perces követési idővel, de megszűnésének évében irányonként csak három indulása volt. Viteldíjrendszere is azokéval egyező, speciális volt, bérlettel ugyanis nem lehetett utazni rajta, csak két vonaljegy érvényesítésével, ily módon a viteldíj eleinte 3 forint, majd egy díjemelés után 1985-től 6 forint, megszűnésének évében pedig 12 forint lett. A többi telkesjárathoz hasonlóan, itt is okozhatott bonyodalmat, hogy a vonalra beosztott sofőrök hétköznapokon a város más részein dolgoztak, így a vonalvezetést nem feltétlenül ismerték pontosan, ami miatt olykor az utasok segítségére szorultak.
A telkes járatok utoljára 1989. november 4-én jártak.

## Útvonala
| Diósd, Csapágygyár felé | Móricz Zsigmond körtér (Karinthy Frigyes út) felé |
| --- | --- |
| Móricz Zsigmond körtér (Karinthy Frigyes út) vá. – Bartók Béla út – Lágymányosi utca – Bercsényi utca – Schönherz Zoltán utca – Fehérvári út – felüljáró – Leányka utca – Budafoki tér – Kossuth Lajos utca – Nagytétényi út – Angeli utca – Diósd, Nagytétényi út – Balatoni út – Gyár utca – Diósd, Csapágygyár vá. | Diósd, Csapágygyár vá. – Petőfi Sándor utca – Kossuth utca – Sashegyi út – Balatoni út – Nagytétényi út – Budapest, Angeli utca – Nagytétényi út – Rózsa Richárd utca – Leányka utca – felüljáró – Kitérő út – Hunyadi János út – Budafoki út – Karinthy Frigyes út – Móricz Zsigmond körtér (Karinthy Frigyes út) vá. |

## Megállóhelyei
| 0                                   | Móricz Zsigmond körtér (Karinthy Frigyes út) végállomás | 31 | 1, 3, 7, 7A, 7, 10, 27, 40, 53, 153, T1 6, 18, 19, 47, 49, 61 |
| 2                                   | Fehérvári út (↓) Schönherz Zoltán utca (↑)              | 29 | 3, 12, 86 4                                                   |
| 13                                  | Magdolna utca (↓) Varga Jenő tér (↑)                    | 19 | 3, 14, 58, 114 47 Budafok-Belváros                            |
| 19                                  | Budatétényi sorompó (Rózsakert utca)                    | 12 | 3, 14, 114                                                    |
| 23                                  | Bartók Béla út                                          | 9  | 3                                                             |
| 25                                  | Barackos út                                             | 6  | 13, 101, 113                                                  |
| 26                                  | Diósdi utca                                             | 5  | 13, 113                                                       |
| 27                                  | Németh-villa                                            | 4  | 13, 113                                                       |
| 27                                  | Szerafin-villa                                          | 4  | 13, 113                                                       |
| Budapest–Diósd közigazgatási határa |                                                         |    |                                                               |
| 28                                  | Balatoni út (↓) Nagytétényi út (↑)                      | 3  | 13, 113                                                       |
| 30                                  | Sashegyi út (↓) Balatoni út (↑)                         | 2  | 13, 115                                                       |
| 31                                  | Gyár utca                                               | ∫  | 13, 115                                                       |
| 32                                  | Diósd, Csapágygyár végállomás                           | 0  | 13, 115                                                       |